# Валльбург, Отто
Отто Валльбург (нем. Otto Wallburg), настоящее имя — Отто Максимилиан Вассерцуг (нем. Otto Maximilian Wasserzug; 21 февраля 1889, Берлин — 29 октября 1944, Освенцим) — немецкий актёр.

## Биография
Родился в еврейской семье. Сын банкира.
В 1905 году он завершил актёрское обучение у Макса Рейнхардта (1873—1943) и дебютировал в 1909 году в спектакле по пьесе Гёте «Фауст» в Немецком театре.
Участник Первой мировой войны, получил ранение на Восточном фронте. Был награждён Железным крестом.
С 1926 года работал в немецкой киноиндустрии, в том числе, на многих предприятиях UFA.
После прихода нацистов к власти в 1933 году покинул Германию и переехал в Австрию, где продолжал работать в кино. Позже эмигрировал во Францию, а затем в Нидерланды.
После немецкого вторжения в Нидерланды, в 1940 году был арестован. Некоторое время находился в транзитном концлагере Вестерборк, затем переведён в лагерь Терезиенштадт и в Освенцим, где и был убит в 1944.
Был женат три раза, имел сына от первого брака и двух дочерей — от второго.

## Творчество
Популярный актёр немого и раннего звукового кино, а также кабаре.
Как актёр театра дебютировал в 1909 году.
В кино снимался с 1926 г. Сыграл около 86 ролей.

## Избранная фильмография
- 1926 — История кредитки в 10 марок[англ.]
- 1927 — Небеса на земле[англ.]
- 1927 — Гранд Отель…![англ.]
- 1928 — Любовь в большом коровнике[англ.]
- 1929 — Та женщина, которую любит каждый
- 1929 — Красный круг
- 1929 — Веселая вдова
- 1929 — Колонна Х
- 1929 — Ночь принадлежит нам
- 1929 — Шут своей любви
- 1930 — Фокус-покус
- 1931 — Её высочество приказывает
- 1931 — Сальто-мортале
- 1931 — Бомбы над Монте-Карло
- 1931 — Конгресс танцует
- 1931 — Ронни
- 1931 — Йорк
- 1932 — Песня одной ночи / в СССР — Под чужим именем
- 1932 — Прекрасное приключение
- 1932 — Чёрный гусар
- 1932 — Фредерика
- 1933 — О чём грезят женщины
- 1933 — Поцелуй от Вероники
- 1933 — Царевич
- 1934 — Петер
- 1935 — Бал в Савойе
- 1935 — Маленькая мама
- 1936 — Катерина
- 1936 — Самый прекрасный день в моей жизни